# 惠州大亚湾经济技术开发区

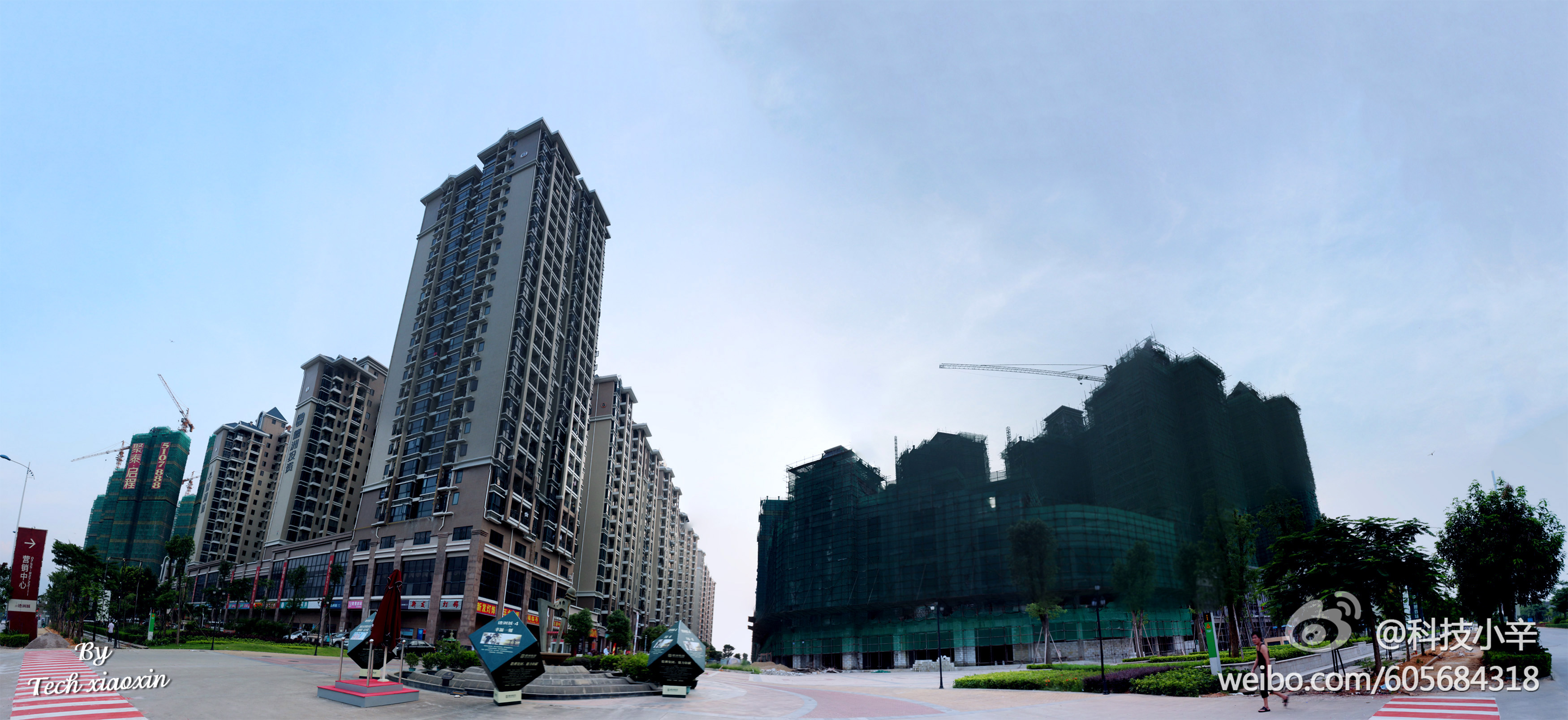
惠州大亚湾

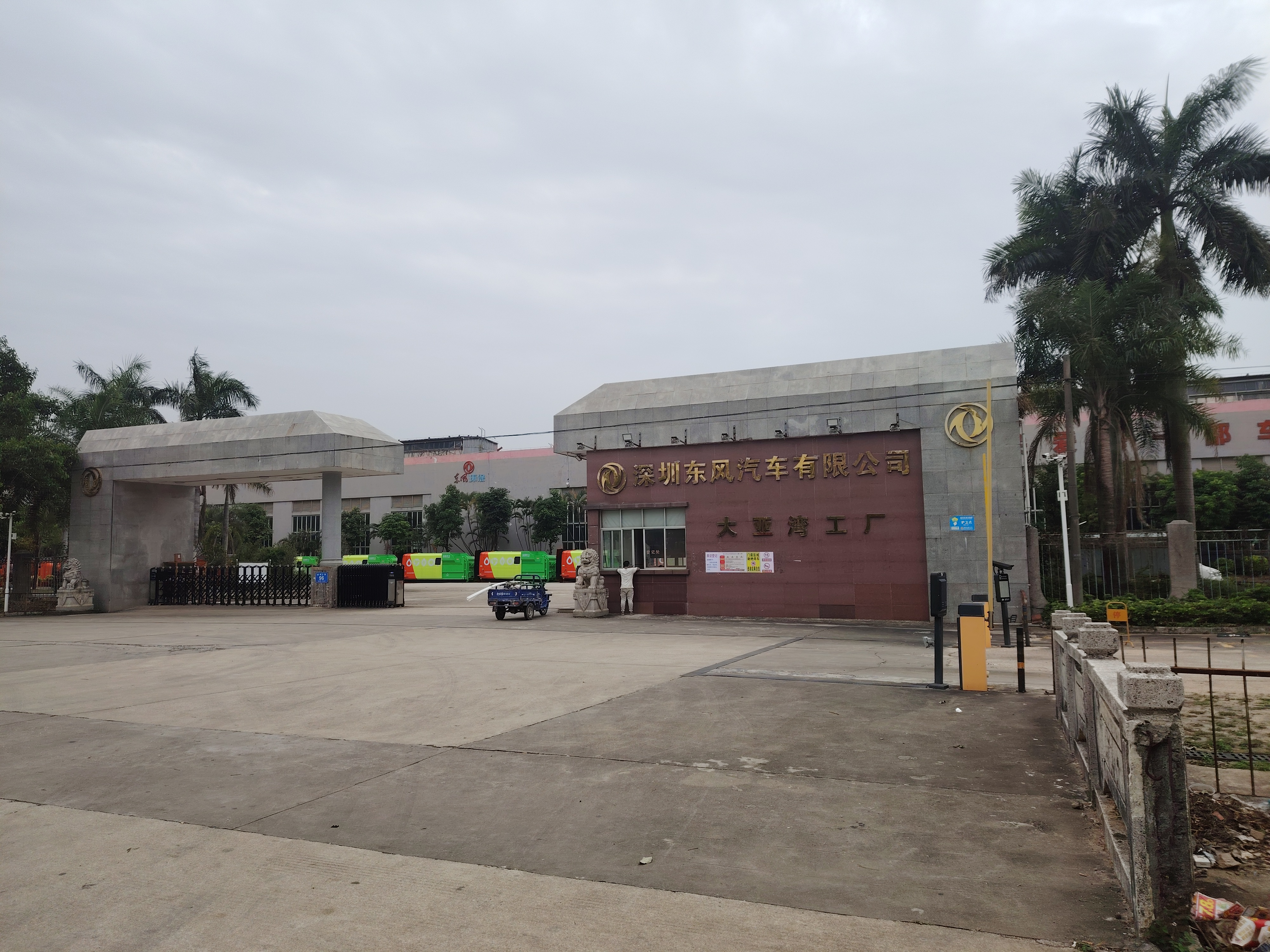
深圳东风汽车大亚湾厂，是区内主要汽车制造厂

惠州大亚湾经济技术开发区简称大亚湾区，是中国广东省惠州市下辖的一个行政管理区，管理澳头、西区、霞涌三个街道，行政区划上属惠州市惠阳区。

## 历史
1993年5月，由国务院批准设立，面积为23.6平方公里。
1991年6月，广东省政府设立大亚湾规划区，包含大亚湾经济技术开发区。
2007年，惠州市人民政府发布了《惠州市大亚湾区分区规划（2007-2020）》。

## 行政区划
目前大亚湾区管理三个街道：
- 澳头街道
- 西区街道
- 霞涌街道

## 人口
第七次人口普查显示，截至2020年11月1日零时，大亚湾区常住人口44.43万人。

## 交通
大亚湾区地处惠州市南部，毗邻深圳坪山区，距深圳市中心约60公里、东莞市中心约120公里。
高速公路：惠深沿海高速公路、惠大高速公路
铁路：惠大铁路
港口：惠州港